# National Socialist Liberation Front
Le National Socialist Liberation Front (NSLF, en français : « Front de libération national-socialiste ») est créé en 1969 en tant qu'organisation de jeunesse du Parti nazi américain. En 1974, il a été reconstitué en tant qu'organisation néo-nazie distincte après que son chef Joseph Tommasi a été expulsé par Matt Koehl, dirigeant du Parti nazi.

## Histoire
Le NSLF a été créé en 1969 par Tommasi, avec le soutien de William Luther Pierce, en tant qu'organisation révolutionnaire basée sur les campus pour concurrencer les groupes militants de la nouvelle gauche. Des différences idéologiques et personnelles ont commencé à se développer entre Tommasi et Koehl. Lors du deuxième congrès du parti en 1970, Tommasi dénonça la vieille garde conservatrice du parti et appela à une révolution immédiate. Koehl l'a expulsé du parti en 1973, affirmant qu'il fumait de la marijuana et divertissait de jeunes femmes au siège du parti, ainsi que des fonds du parti. Une des recrues du NSLF au cours de cette période était David Duke, étudiant à la Louisiana State University.
Le NSLF a été reconstitué en tant que nouvelle organisation le 2 mars 1974 « en présence de 43 révolutionnaires nationaux-socialistes » à El Monte, en Californie. La NSLF a rompu avec la tradition national-socialiste établie, renonçant à l'uniforme et abandonnant toute tentative de créer un « mouvement de masse » de partisans pour conquérir le pouvoir par des moyens légaux. Au lieu de cela, Tommasi a affirmé qu'il était préférable que les petits groupes de « révolutionnaires nationaux-socialistes » s'arment et mènent une guérilla,. La nouvelle organisation était structurée en une entité à deux niveaux, avec une adhésion légale « au-dessus » - comprenant au plus quarante membres - et un « souterrain » plus petit dédié aux actions violente. Ce groupe comprenait Tommasi, Karl Hand, David Rust et James Mason, ce dernier n'étant pas membre officiel du NSLF.
Joseph Tommasi a été tué au siège du NSWPP à El Monte en août 1975 et le lieutenant David Rust lui a succédé, a rapidement été arrêté pour une accusation de possession d'armes.
Des unités du groupe ont été formées à Cincinnati, Buffalo, Wilmington, Delaware et en Louisiane. En 1982, James Mason prit un groupe dissident pour former l'Ordre universel, un groupe qui promouvait les idées de Charles Manson comme une continuation du national-socialisme, et emportait avec eux le périodique Siege !, bien que la séparation fût apparemment amicale. À ce moment-là, Karl Hand dirigeait le groupe et publiait Defiance. Sous Main, le NSLF est revenu au modèle antérieur de manifestations politiques en uniforme et de légalité. Toutefois, l'organisation s'arrêterait avec l'arrestation de Hand pour une accusation de possession d'armes au milieu des années 1980.
La Division Atomwaffen a été influencée par les membres et associés du NSLF.

## Périodiques
- The National Socialist liberator Arlington, Va. : National Socialist Liberation Front, May 1969-mid 1970s?
- National Socialist review. Panorama City, Calif. : NSLF Jan 1975-?
- Defiance Buffalo, N.Y. : M. Stachowski 1980-
- Siege Chillicothe, Ohio : National Socialist Liberation Front, mid-1970s - 1982 (became publication of Universal Order)
- National Socialist observer. Kenner, LA : NSLF, Sept. 1984 -?
- The future belongs to the few of us still willing to get our hands dirty NSLF poster